# Ağsu
Ağsu – miasto w centralnym Azerbejdżanie, stolica rejonu Ağsu. W 2009 roku liczyło 19 710 mieszkańców.